# نادي بوتافغو لكرة القدم
نادي بوتافغو هو نادي كرة قدم برازيلي أٌسس عام 1931. يلعب النادي في الدوري البرازيلي الدرجة الثالثة.